# メディ・ブラビア
メディ・ブラビア（Mehdi Bourabia、阿: مهدي بورابيا、1991年8月7日 - ）は、モロッコのサッカー選手。モロッコ代表。ポジションはMF。フロジノーネ・カルチョ所属。

## 経歴
2015年6月、PFKロコモティフ・プロヴディフと2年契約を結んだ。
2016年1月11日、レフスキ・ソフィアと3年契約を結んだ。2017年6月22日、スュペル・リグのコンヤスポルに50万ユーロで移籍した。
2018年7月17日、USサッスオーロ・カルチョに200万ユーロで移籍した。自身初の四大リーグでのプレーとなる。
2021年8月30日、スペツィア・カルチョにレンタル移籍で加入した。その後完全移籍となった。
2023年9月1日、フロジノーネ・カルチョに1年契約で移籍した。